# Nadir
A Nadir egy magyar death metal együttes. A zenekar 1993-ban alakult Dark Clouds néven, jelenlegi nevét 2005-ben vette fel.
Bemutatkozó demo lemezük 1996-ban jelent meg Requiem For A Helpless World címmel, amit egy év múlva követett a második promóciós anyaguk a Downward Trends. A zenekar 1998 tavaszán mutatkozott be országszerte a Monsters Of Death turnén, a Testimony és a Diafragma vendégeként. A turné után kezdődtek meg a The Horror Of It All lemez munkálatai, ami végül 1999-ben jelent meg. Ugyanebben az évben az It's Back című dallal szerepeltek a Shock! magazin válogatás CD-jén.
A Nephilim Records gondozásában 2000-ben jelent meg az akkor még Dark Clouds néven működő zenekar első teljes albuma Nadir címmel. Ugyanebben az évben az együttes fellépett a Sziget fesztiválon is a Tilos Rádió sátrában. Ezt számos további turné követte, eközben eljutottak Erdélybe és a Felvidékre is.
A Global Depressing System című második albumuk – a Nephilim Records csődje miatt – szerzői kiadásban jelent meg 2002-ben.
Nem sokkal később kezdték meg a legújabb zenei anyag felvételeit. Az új zenei anyag 2005-ben jelent meg Tenacity címmel. Az albumon található számok közül több is helyet kapott külföldi válogatás lemezeken.
Az együttes utolsó lemeze a 2020-as "The Final Requiem for a Helpless World" volt, ezzel a lemezzel zárult le a pályafutásuk.

## Tagok
- Czetvitz Norbert - gitár
- Köves Hugó - gitár
- Tauszik Viktor - ének
- Turbók Gergely - basszusgitár
- Fekete Szabolcs - dob

## Diszkográfia
Dark Clouds
- Requiem for a Helpless World (demo, 1996)
- Downward Trends (demo, 1997)
- The Horror of It All (EP, 1999)
- Nadir (2000)
- Global Depressing System (2002)

Nadir
- Tenacity (2005)
- We the Scum of the Earth (split, 2006)
- Those Who Bought the Rain (2008)
- Lotus Eaters (split, 2009)
- Eco-Ethic (2010)
- The Underground Heroes (tribute, 2011)
- Exitus (2012)
- A Lasting Dose of Venom (EP, 2013)
- Khil (split, 2014)
- Ventum Iam ad Finem Est (2015)
- The Sixth Extinction (2017)
- Honour the Cavalry (EP, 2018)
- The Final Requiem for a Helpless World' (2020)[2]

## Külső hivatkozások
- A Nadir együttes MySpace profilja